# Борятин (Львовская область)
Боря́тин (укр. Борятин) — село в Червоноградской городской общине Шептицкого района Львовской области Украины.
Население по переписи 2001 года составляло 797 человек. Занимает площадь 1,899 км². Почтовый индекс — 80051. Телефонный код — 3257.

## Галерея
- Пруд в Борятине
- Церковь в Борятине